# 다시 페어
다시 페어(Darcy Fehr, 1974년 12월 26일 ~ )는 캐나다의 배우이다.
위니펙에서 태어났다.

## 영화
- 에코스 인 디 아이스 (2017년)
- 천국에 다녀온 소년 (2014년) - 리 왓슨 역
- 더 퍼스트 윈터 (2012년)
- 버딕트 (2012년)
- 위 워 칠드런 (2012년)
- 패션 플라워 (2011년)
- 나이트 메이어 (2009년)
- 마이 위니펙 (2007년)
- 워크 올 오버 미 (2007년)
- 오딘스 쉴드 메이든 (2007년)
- 굿 라이프 (2007년)
- 블루 스테이트 (2007년)
- 카테고리 7 - 토네이도 (2005년)
- 겁쟁이는 무릎을 꿇는다 (2003년) - 가이 매딘 역
- 이 세상에서 가장 슬픈 노래 (2003년)
- 엔클로저 법 (2000년)
- 김리 병원 못다한 이야기 (1999년)